# Ferruccio Casacci
Ferruccio Casacci (* 28. April 1934 in Turin; † 13. April 2011 ebenda) war ein italienischer Schauspieler und Filmschaffender.

## Leben
Casacci schloss die Schule für Fotografie bei Andrea Costa ab und wurde Komparse beim Film; dann gründete er die Theatergruppe La Fronda. 1955 spielte er beim Teatro dell'Officina unter Italo Alfaro und war später u. a. beim Teatro Stabile di Torino tätig. Er arbeitete mit Dario Fo und Franca Rame; seit den 1960er Jahren war er auch im Fernsehen aktiv, seit Mitte dieses Jahrzehntes auch als Komponist und Radioautor.
Ende der 1960er Jahre wandte er sich dem Dokumentarfilm zu und wurde beim Festival in Bergamo für eine Arbeit ausgezeichnet. 1975 kooperierte er mit Swissair und drehte weltweit weitere Filme. 1986 übernahm Casacci für den nur in Rom gezeigten I giardini degli inganni die Filmregie. Häufiger war er weiterhin als Schauspieler aktiv. Von 1987 bis 1990 lehrte er am Istituto Arte e Spettacolo. Ab 1993 war er künstlerischer Leiter von CKS Cinemedia und war auch als Synchronregisseur tätig.
Sein Sohn Massimiliano (* 1963) gründete 1996 die Electro-Rockband Subsonica. Ferruccio Casacci verstarb in der ersten Aprilhälfte 2011 im Alter von 76 Jahren.

## Filmografie (Auswahl)
- 1986: I giardini degli inganni[3]